# Pampaedia
Pampaedia (deutsch Allerziehung) ist eine von Johann Amos Comenius (1592–1670) entwickelte Lehre zwischen Pädagogik und Politik. Er tritt für eine Bildung für alle ein, denn dies ist der Grundstein für eine Verbesserung der Lebensverhältnisse. Das Ziel seiner Schrift ist das Erreichen der Vollkommenheit des menschlichen Wesens.

## Pampaediavon Comenius
Die Pampaedia gilt mittlerweile als eines der pädagogischen Hauptwerke des Johann Amos Comenius. Sie ist ein Teil der siebenteiligen unvollendeten „De rerum humanarum emendatione consultatio catholica“. Lange Zeit hielt man das Werk für verloren. Erst 1935 wurde die Abschrift von Dimitrij Tschižewskij entdeckt.
Die Bedeutung des Werkes liegt in seinen Lösungsansätzen noch heute offener Probleme. Comenius überwindet in dieser Schrift auf der Theorieebene die Trennung zwischen Pädagogik und Politik, deren Verflochtenheit bis heute strittig ist.

## Pampaedia– Die Lehre
Die Pampaedia ist aber mehr als eine Kunstlehre des Unterrichts; sie ist eine Pädagogik im strengen Sinne des Wortes, vielleicht die erste, die wir besitzen. Das große Vorhaben des Comenius, einer Allgemeinen Beratung über die Verbesserung der menschlichen Verhältnisse, ist hier für alles pädagogische Handeln leitend. Der Kerngedanke des Comenius in diesem Werk ist, dass für eine allumfassende Grundbildung aller Menschen, ob jung oder alt, arm oder reich, adelig oder nicht adelig und ob Mann oder Frau, gesorgt werden muss. Der Aspekt der individuellen Bildung wird in diesem Werk ebenfalls genannt. Taube und Blinde können laut Comenius auch gebildet werden. Mit diesen Gedankengängen begründet Comenius die Berechtigung der Sonderschulen.

## Omnes omnia omnino
Omnes omnia omnino (alle alles allumfassend; alle alles, im Hinblick auf das Ganze), so ist der Leitgedanke, welcher erahnen lässt, worauf Comenius zielt. Es ist eben die allumfassende, d. h. gründliche und überblicksartige Schulung des Menschen in jedem Lebensabschnitt und in jeder Hinsicht. Zusammengenommen definieren die Gedanken dieses Werkes eine Pädagogik im eigentlichen Sinne des Wortes, ein durchdachtes Konstrukt für Lehre und Erziehung. Comenius verliert sich nicht in Details oder einem Abschnitt der Entwicklung, sondern zielt auf das ganze Leben eines Menschen. Die Erziehung zu einem Pansophen (Allwissenden) ist das Ideal, welches er anstrebt. „Wenn alle Menschen von Grund aus über Alles belehrt werden, sind alle wahrhaft Weise und die Welt in Ordnung Licht und Frieden.“ Ebenso eine Besserung der Lebensverhältnisse durch Bildung. Diese Ziele möchte er im Einklang mit den von Gott und Natur gegebenen Gesetzen erreichen. Das Göttliche mit dem Weltlichen in Einklang zu bringen.
Die Gesamtheit der folgenden drei Begrifflichkeiten ist die der Allerziehung.
Pampaedia steht in Comenius‘ Werk für die Pflege des Einzelnen, bezogen auf die gesamte Menschheit. Pflege ist in diesem Zusammenhang als Pflege der geistigen Natur, Bildung und Kultur zu sehen. Diese bedarf eines langen Prozesses. Das Ziel ist es, den Menschen in die Vollkommenheit seines eigenen Wesens einzuführen. Eine Voraussetzung dafür ist die zweite wichtige Begrifflichkeit der Paideia. Paideia bedeutet „Unterweisung“ und „Zucht“ und kommt aus dem Griechischen. Durch die Paideia wird der Mensch „aus dem Zustand der rohen Unvollkommenheit herausgeführt“. Ein dritter Schlüsselbegriff ist die Pan, welche den Bezug zum Ganzen herstellen soll.
Comenius benennt drei Stufen der Pflege: Nichts, Etwas und Alles. Nichts bedeutet, dass keine Pflege vorhanden ist, ein Beispiel hier sind barbarische Völker, bei denen die Menschen wie Vieh geboren werden, leben und sterben. Etwas bedeutet, dass ein bestimmtes Maß an Pflege vorhanden ist. Damit sind teilweise zivilisierte Völker gemeint, die nicht mehr roh sind und sich teils den Wissenschaften, Sprachen oder Künsten zuwenden. Alles ist letztendlich die Maßgabe des Ganzen auf das Ganze bezogene Pflege (cultura universalis) in bspw. Bildung und Kultur. Der Mensch als das Ebenbild Gottes soll die höchste Vollkommenheit (splendor) erreichen, die möglich ist.
Das Ziel ist somit, allen Menschen das Ganze allumfassend zu lehren.